# Harold Hurley
Pour les articles homonymes, voir Hurley.
Harold Anthony Hurley (né le 16 novembre 1929 à Stratford en Ontario au Canada et mort le 29 août 2017 à Kitchener en Ontario) est un joueur canadien de hockey sur glace.
Lors des Jeux olympiques d'hiver de 1960, il remporte la médaille d'argent.

## Biographie
Harold Hurley meurt le 29 août 2017 au Grand River Hospital (en) à Kitchener en Ontario à l'âge de 87 ans.

## Palmarès
- Médaille d'argent aux Jeux olympiques de Squaw Valley en 1960